# 加朗戈縣
加朗戈縣（Garango Department） 為布吉納法索中東大區布爾古省轄下的縣。該縣有15個城鎮。加朗戈（Garango）為該縣的首府。2006年人口普查中該縣人口有71,408人。